# Heteromyias albispecularis
Petróica-cinzenta ou papinho-fuliginoso (Heteromyias albispecularis) é uma espécie de ave da família Petroicidae. É a única espécie do género Heteromyias.
Pode ser encontrada nos seguintes países: Austrália, Indonésia e Papua-Nova Guiné.
Os seus habitats naturais são: florestas subtropicais ou tropicais húmidas de baixa altitude e regiões subtropicais ou tropicais húmidas de alta altitude.